# Acupicta
Acupicta is een geslacht van vlinders van de familie Lycaenidae.

## Soorten
- A. bubases (Hewitson, 1875)
- A. delicatum (De Nicéville, 1887)
- A. flemingi Eliot, 1974
- A. mecki Eliot, 1974